# Swiss Science Center Technorama

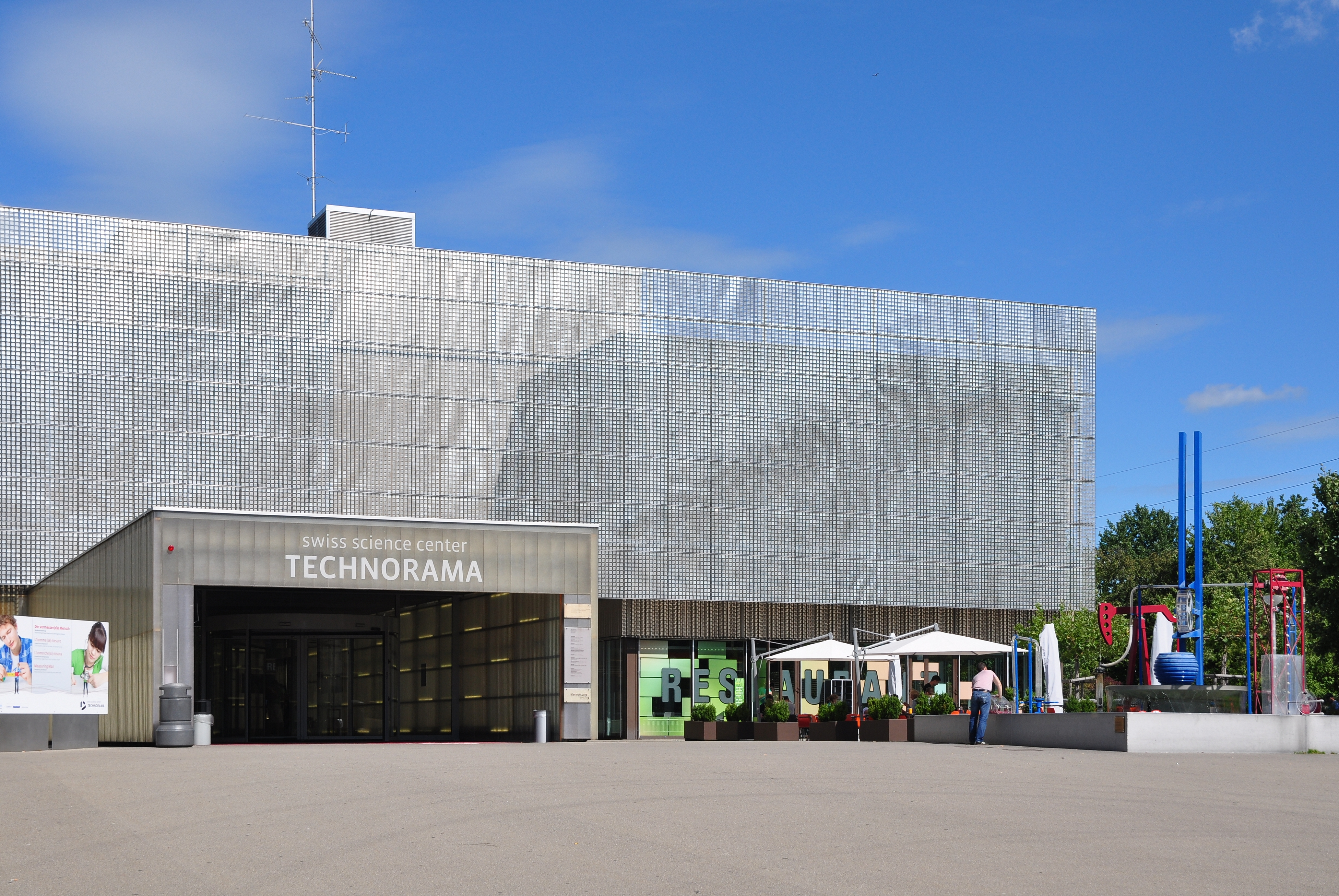
Haupteingang, 2011

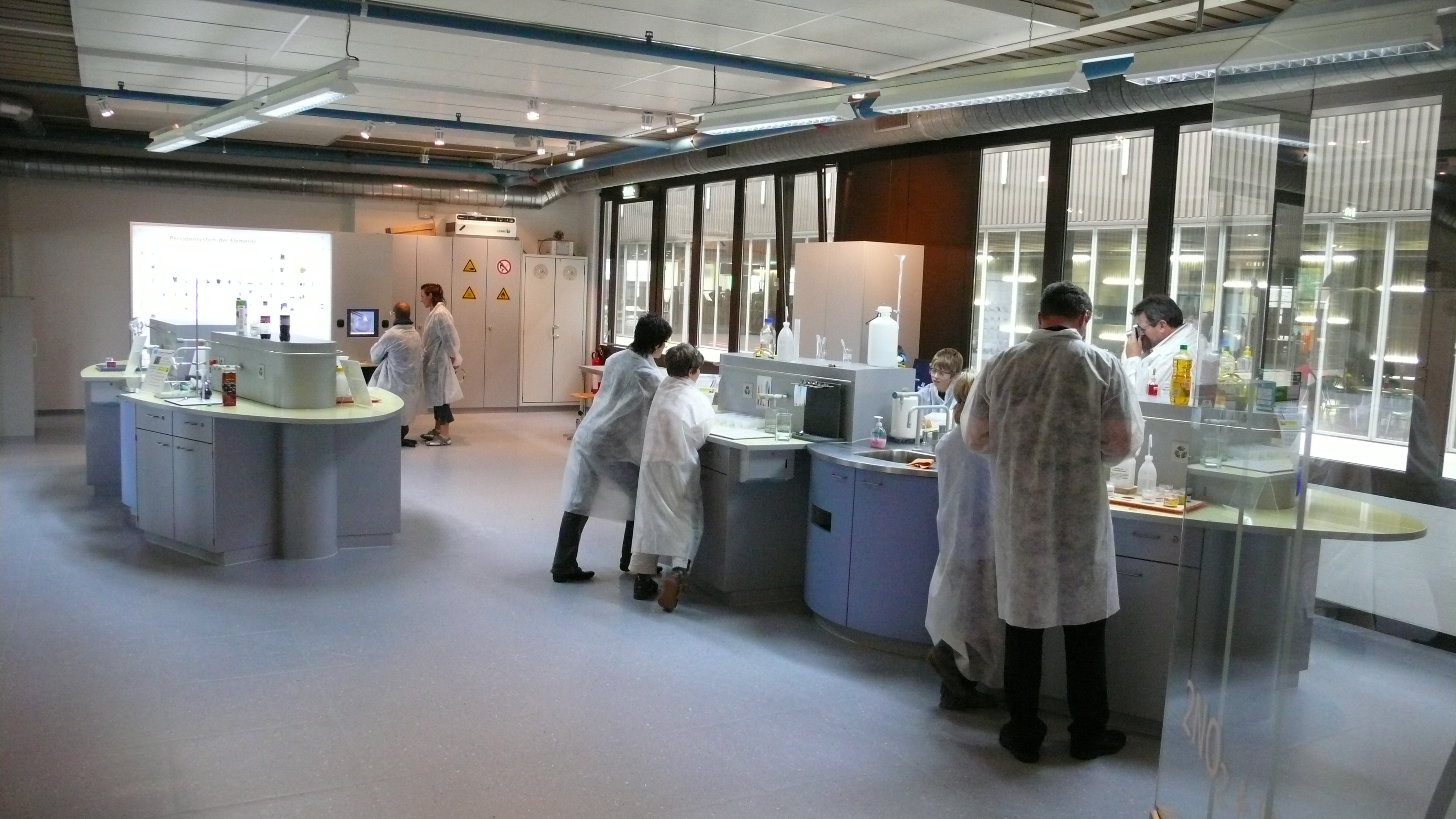
Jugendlabor, 2007

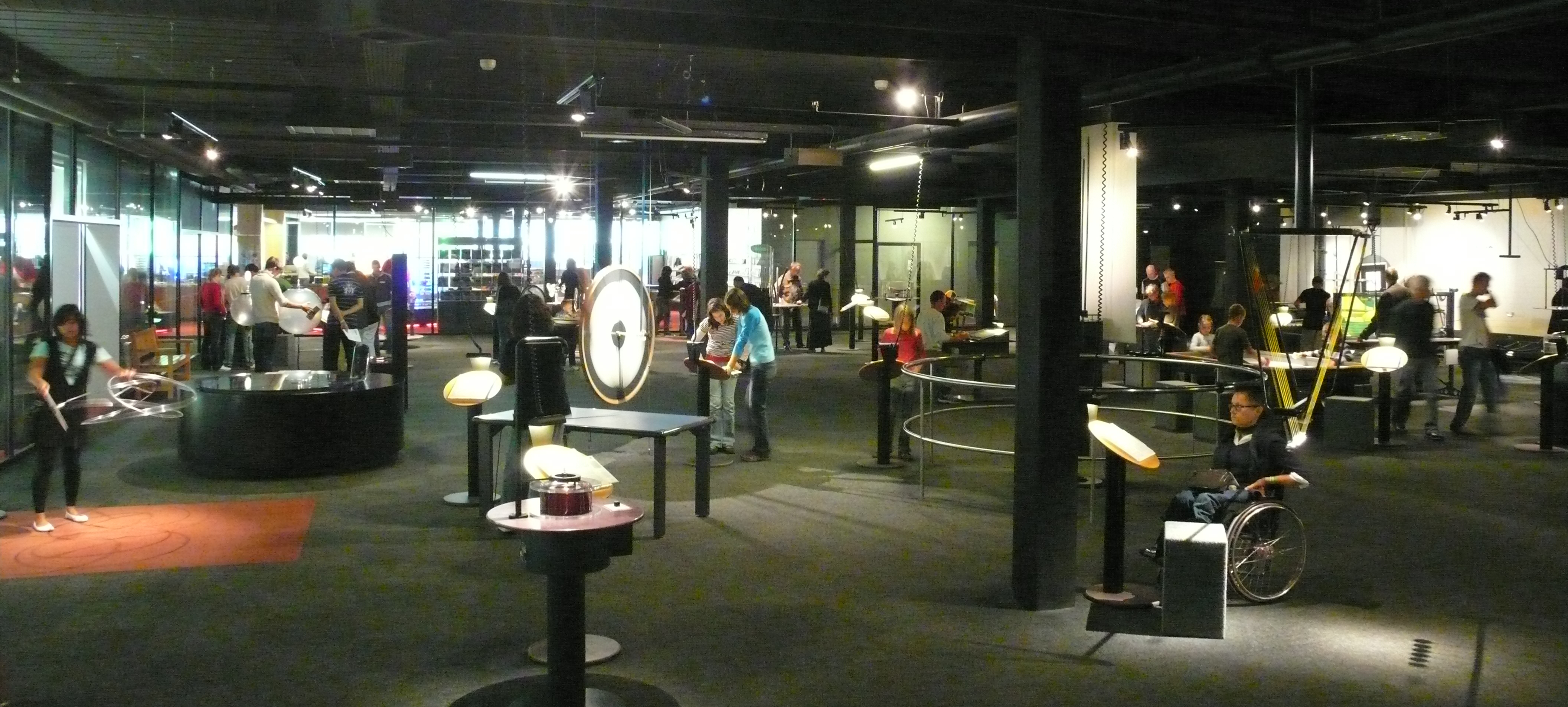
Technorama, 2007

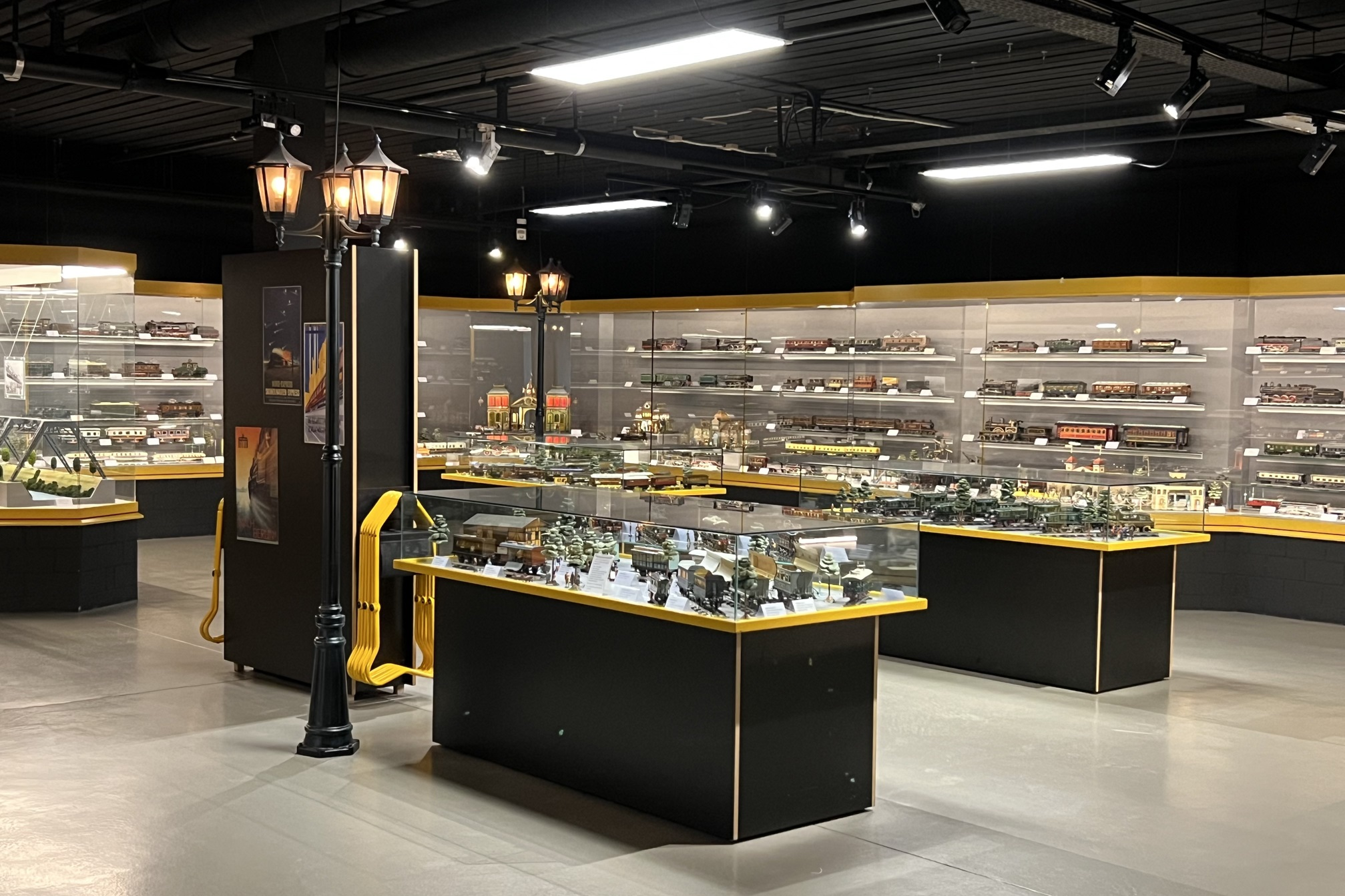
Modelleisenbahnsammlung, 2024

Das Swiss Science Center Technorama (im allgemeinen Sprachgebrauch meist einfach nur Technorama) in Winterthur ist das einzige Science Center der Schweiz. Es wird von der gleichnamigen Stiftung betrieben und erstreckt sich über vier Stockwerke sowie den Aussenbereich „Technorama Draussen“. Auf insgesamt 6'500 Quadratmetern laden über 500 interaktive Stationen dazu ein, Naturphänomene spielerisch zu entdecken und mit allen Sinnen zu erforschen.
Neben den Ausstellungen bietet das Technorama sieben Labore, in denen Besuchende im Rahmen von über 40 Workshops selbst experimentieren können. Diese Workshops decken die Fachgebiete Physik, Chemie und Biologie ab und ermöglichen vertiefte Einblicke in naturwissenschaftliche Phänomene. Ergänzend dazu finden täglich Vorführungen statt, darunter die Hochspannungs-Show „Megavolts und Kiloamps“ sowie „Sigis phänomenale Sauerstoff-Show“, die physikalische und chemische Phänomene anschaulich demonstrieren.

## Inhalte
Das Technorama ist in ein Wissenschaftszentrum, das mehrere thematische Ausstellungen, wie beispielsweise Magnetismus, umfasst. Ergänzend dazu gibt es sieben Labore, in denen Workshops zu Biologie, Chemie und Physik angeboten werden. Täglich finden zudem Vorführungen statt, unter anderem zu den Themen Elektrizität und Gase. Darüber hinaus gibt es Sonderausstellungen, von denen einige Exponate später in die permanente Ausstellung integriert werden.
Es wird als grösster ausserschulischer Lernort der Schweiz regelmässig von Schulklassen genutzt. 2023 zählte das Technorama rund 364.286 Eintritte.
Während das Technorama selbst als Kulturgut von überregionaler Bedeutung geführt wird, zählt die zum Museum gehörende Spielzeugeisenbahn-Sammlung Bommer zum Inventar der Kulturgüter von nationaler Bedeutung.

### AdventureRooms
2017 eröffnete das Technorama in Zusammenarbeit mit AdventureRooms einen Escape Room unter dem Namen AdventureRooms Technorama. Die zwei Spiele hiessen Spektrum und Kontinuum. Viele der Rätsel basierten auf naturwissenschaftlichen und technologischen Phänomenen. Die AdventureRooms Technorama wurden 2023 dauerhaft geschlossen.

### Technorama Draussen
Der 2021 eröffnete Park «Technorama Draussen» erstreckt sich über eine Fläche von 15.000 Quadratmetern und bietet Besuchern jeden Alters rund 30 interaktive Exponate und Kunstwerke, die Naturphänomene erlebbar machen. Die Experimente rund um die Themen Wind, Licht und Wasser laden zum Entdecken und Forschen ein. Im Zentrum steht die 130 Meter lange Wunderbrücke, die als neues Wahrzeichen Winterthurs gilt.

### Sanierung und Erweiterung
Das Projekt «TECHNORAMA 2050» sieht eine umfassende Sanierung und Erweiterung des Technorama bis 2030 vor. Neben der Modernisierung der Haustechnik und Gebäudehülle sollen vor allem die Ausstellungsflächen attraktiver, inklusiver und barrierefrei gestaltet werden. Eine zentrale «Piazza» mit Naturerlebnissen soll das Herzstück des neuen Technorama bilden und dazu beitragen, die Faszination für Wissenschaft und Technik nachhaltig zu fördern.

## Finanzierung
Die Erträge des Technorama stammen zu 25 Prozent von der Öffentlichen Hand und zu 12 Prozent von Wirtschaft, Stiftungen und Privaten; die übrigen 63 Prozent erwirtschaftet das Technorama selbst (Zahlen des Geschäftsjahres 2015).

## Lage und Verkehrsanbindung
Das Technorama liegt am Stadtrand von Winterthur im Stadtteil Oberwinterthur in der Nähe des Bahnhofs Oberwinterthur. Über die Buslinie 5 der örtlichen Verkehrsbetriebe Stadtbus Winterthur ist es zudem direkt an den Bahnhof Winterthur angebunden. Die Ausfahrt Oberwinterthur der Autobahn A1 ist rund 1,5 km entfernt.

## Geschichte
1947 wurde ein Verein zur Förderung und Entwicklung eines technischen Museums der Schweiz gegründet. 1969 entstand die Stiftung Technorama der Schweiz mit dem Ziel, «Wissenschaft und Technik in lebendiger Schau» in Form einer Ausstellung zu präsentieren. Diese Ausstellung war ab 1982 noch als konventionelle, eher museale Schau zu sehen. Ab 1990 entwickelte man unter Leitung des damaligen Direktors Remo Besio ein neues Leitbild, die Umwandlung von einem Museum in ein Experimentierfeld, das handelnde Erfahrungen ermöglichen soll. Diese Umwandlung wurde etwa im Jahr 2000 abgeschlossen. Seit November 2008 leitet der deutsche Diplom-Biologe und Marketing-Spezialist Thorsten-D. Künnemann das Technorama.

## Weblinks

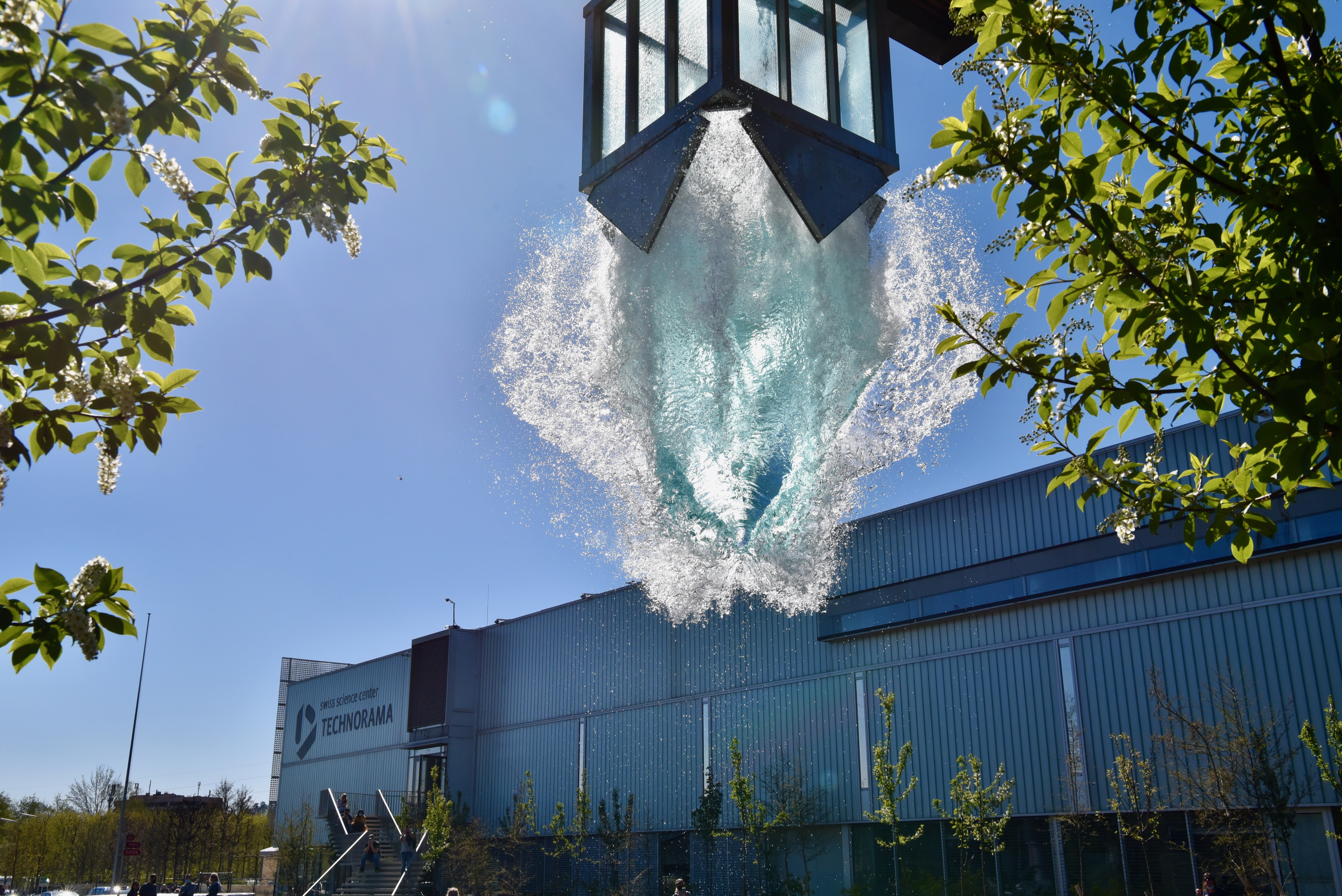
Technorama Draussen, 2021